# Bathypluta
Bathypluta é um gênero de mariposas  que pertence à subfamília Tortricinae da família Tortricidae.

## Espécies
- Bathypluta metoeca Diakonoff, 1950
- Bathypluta triphaenella (Snellen, 1903)